# Lago Emet
Il lago Emet è un laghetto alpino situato, ad un'altitudine di 2.145 metri, nel comune di Madesimo (SO) in alta Valle Spluga.

## Caratteristiche
È situato all'incirca a metà strada tra il lago artificiale di Montespluga e il lago di Lei. Poco più a nord si trova il confine con la Svizzera al passo di Niemet.
Di forma quasi circolare (diametro circa 300 metri) ha diversi e piccoli immissari ed un emissario che scende verso Madesimo.
Vicino al lago sorge il rifugio Giovanni Bertacchi (2.175 metri).
È raggiungibile tramite un sentiero dal lago di Montespluga o partendo dal fondovalle di Madesimo.